# Obbicht

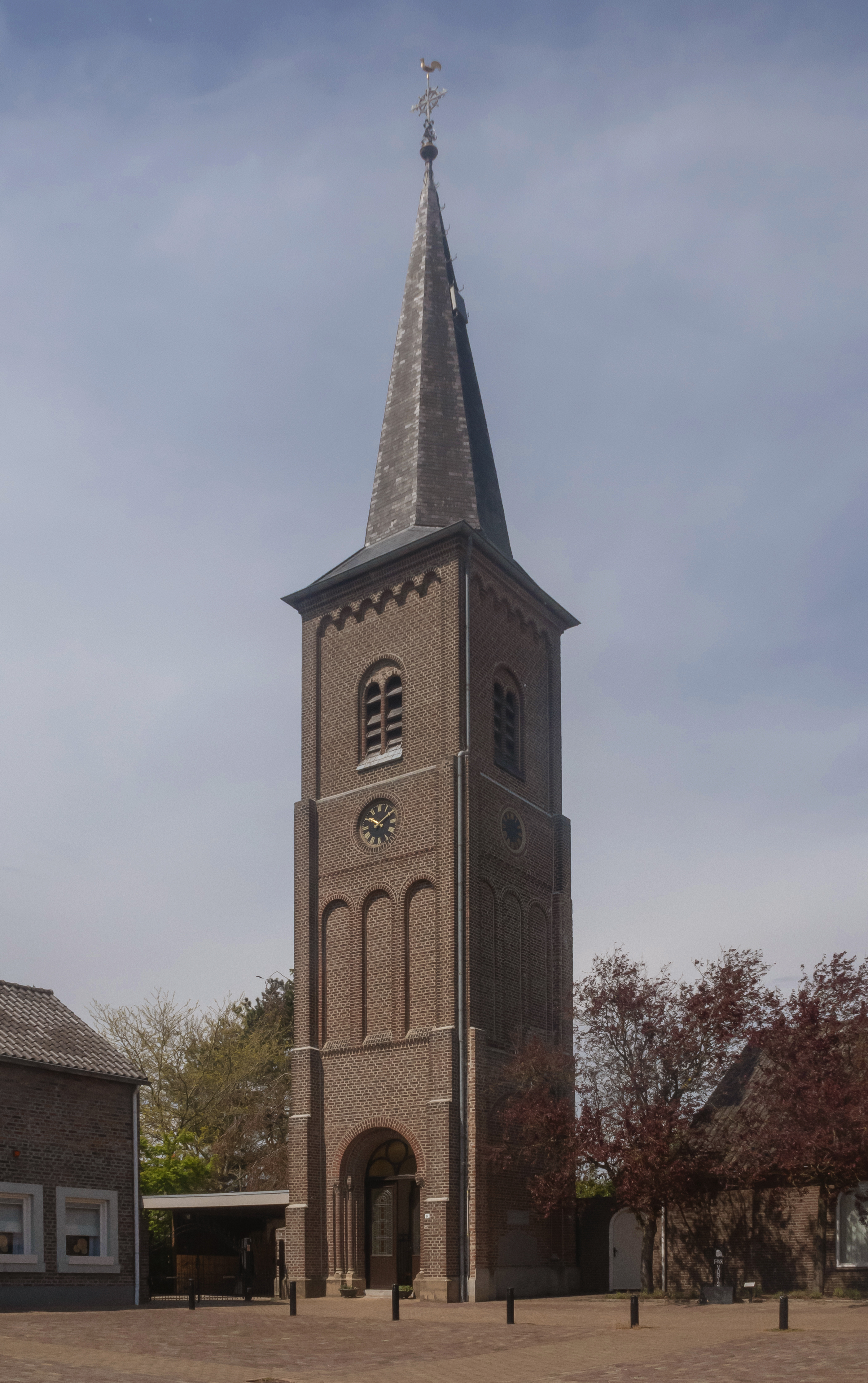
Kerktoren van de Sint-Willibrorduskapel

Obbicht (Limburgs: Obbeeg) is een dorp in de Nederlandse provincie Limburg, deel uitmakend van de gemeente Sittard-Geleen. In 2007 had Obbicht 2020 inwoners, in 2023 waren dit er 1.835. Het dorp is gelegen aan de Maas en wordt aan de westkant begrensd door die rivier en aan de oostkant door het Julianakanaal. Nog geen halve kilometer ten noorden van Obbicht liggen buurdorpen Grevenbicht en Papenhoven. Het omliggende gebied is overwegend landelijk.

## Naam
De vroegste vermelding van het dorp dateert uit 1366. De naam luidt in het dialect Obbeeg, hetgeen in het Nederlands betekent: 'Op (= hoog)-bicht', wat wil zeggen 'het Bicht dat hoger (stroomopwaarts) is gelegen (bij de Maas) [dan Grevenbicht]'.
In 2004, bij de toevoeging van de Limburgse vertaling van plaatsnamen op de plaatsnaamborden in Limburg, en dus ook in de gemeente Sittard-Geleen, ontstond er in buurdorp Grevenbicht veel verzet tegen de spelling hiervan. De door de provincie voorgeschreven spelling (conform advies Veldekevereniging) luidde "Beech", terwijl men in Grevenbicht de mening toegedaan was dat dit Beeg moest zijn, omdat dit al eeuwen zo werd gespeld. Uiteindelijk trokken de Beegtenaren aan het langste eind en werd de plaatsnaam op de borden gewijzigd in Beeg. Consequentie hiervan was dat de Limburgse vertaling "Obbeech" ook gewijzigd moest worden in Obbeeg.

## Geschiedenis
Tot 1400 waren Obbicht en Grevenbicht verenigd in de heerlijkheid Bicht. Nadat die was verdeeld hoorden Obbicht, Papenhoven en Nattenhoven bij het Hertogdom Gelre, Grevenbicht en het nu op de linker Maasoever gelegen gehucht Booien bij het Hertogdom Gulik. Op 5 en 6 oktober 1568 stak Willem van Oranje met zijn leger vanuit Duitsland bij Obbicht de Maas over om in Brussel de strijd aan te binden met de Spaanse troepen van hertog Alva. De overtocht getuigde van militaire bekwaamheid, maar de veldtocht mislukte.
In 1643 ging het dorp, toen Biettine genaamd, verloren door een overstroming, waarbij ook de middeleeuwse kerk werd verwoest. Het dorp verplaatste zich naar de buurtschap Overbroek. Omstreeks 1688 werd daar een nieuwe kerk gebouwd, waaromheen zich het huidige Obbicht ontwikkelde.
Obbicht ging in 1785 door het Verdrag van Fontainebleau over van Oostenrijks-Gelre naar Staats-Opper-Gelre. Boyen werd in 1814 bij Stokkem gevoegd. In 1825 werd Obbicht getroffen door een dorpsbrand.
Tot 1982 vormde Obbicht samen met Papenhoven, Harrecoven, Nattenhoven en Schipperskerk één gemeentebestuur: de gemeente Obbicht en Papenhoven. In dat jaar werd de gemeente samengevoegd met enkele omliggende gemeenten tot de nieuwe gemeente Born, die in 2001 op zijn beurt opging in de huidige gemeente Sittard-Geleen.

## Bezienswaardigheden
- Sint-Willibrorduskerk van 1968
- Sint-Willibrorduskapel, in kerktoren van 1828, aan de Ecrevissestraat.
- Sint-Barbarakapel, ronde kapel van 1960, aan Koestraat
- Heilig-Hartkapel, rechthoekig gebouwtje, 19e of begin 20e eeuw, aan Langs de Beek, geklasseerd als rijksmonument.
- Piëtakapel, van 1954, aan Kempenweg. Gedachteniskapel naar aanleiding van een verkeersongeval ter plaatse.
- Monument van de Overtocht,  Willem van Oranje die hier in 1568 de Maas overstak
- Gedenksteen Pieter Ecrevisse van 1979, naar aanleiding van zijn honderdste sterfdag.
- Kasteel Obbicht

Zie ook
- Lijst van rijksmonumenten in Obbicht
- Lijst van gemeentelijke monumenten in Obbicht

## Natuur en landschap
Obbicht ligt aan de Maas, op een hoogte van ongeveer 34 meter, op een langgerekte landtong die de Maas en het in 1934 geopende Julianakanaal van elkaar scheidt. Door de kom van Obbicht stroomt de Kingbeek.

## Geboren in Obbicht
- Pieter Ecrevisse (1804-1879), schrijver, dichter
- Theo Coumans (1949-2025), drummer

## Trivia
De naam Obbicht is met name in wielerkringen ook bekend, door toedoen van een jaarlijkse kermiskoers met de naam "Het wonder van Obbicht". Deze werd zo genoemd, omdat het een wonder leek, dat zo'n kleine plaats het elk jaar weer presteerde om de allereerste Nederlandse koers te organiseren, na afloop van de Tour en een aantal opvallende deelnemers daaraan aan de start te brengen.

## Nabijgelegen kernen
Born, Grevenbicht, Berg aan de Maas, Guttecoven
Steden: Geleen · Sittard

Dorpen: Born · Buchten · Einighausen · Grevenbicht · Guttecoven · Holtum · Limbricht · Munstergeleen · Obbicht · Papenhoven

Buurtschappen en gehuchten: Abshoven · Daniken · Graetheide · Harrecoven · Rosengarten · Schipperskerk · Windraak

Woonwijken: Baandert · Broeksittard · Geleen-Centrum · Geleen-Noord · Geleen-Zuid · Hondsbroek · Kemperkoul · Kluis · Kollenberg-Park Leyenbroek · Limbrichterveld · Lindenheuvel · Oud-Geleen · Overhoven · Sanderbout · Sittard-Centrum · Stadbroek · Vrangendael

Limburg: Steden en dorpen      Nederland: Provincies · Gemeenten